# Montmerle-sur-Saône
Montmerle-sur-Saône est une commune française, située dans le département de l'Ain en région Auvergne-Rhône-Alpes et bordée par la Saône. Elle appartient à l'unité urbaine de Belleville, au nord de l'aire urbaine de Lyon.
Les habitants de Montmerle-sur-Saône s'appellent les Montmerlois et les Montmerloises.

## Géographie

### Localisation
Entourée par les communes de Lurcy, Francheleins, Belleville, Guéreins, Montceaux et Saint-Georges-de-Reneins, Montmerle-sur-Saône est située à 11 km au nord-est de Villefranche-sur-Saône, la plus grande ville à proximité.
La ville longe la Saône sur 3,5 kilomètres.

### Communes Limitrophes
| Belleville (Rhône)               | Guéreins            | Montceaux    |
|                                  | Montmerle-sur-Saône | Francheleins |
| Saint-Georges-de-Reneins (Rhône) | Lurcy               |              |

### Climat
Pour des articles plus généraux, voir Climat d'Auvergne-Rhône-Alpes et Climat de l'Ain.
En 2010, le climat de la commune est de type climat océanique altéré, selon une étude du CNRS s'appuyant sur une série de données couvrant la période 1971-2000. En 2020, Météo-France publie une typologie des climats de la France métropolitaine dans laquelle la commune est exposée à un climat de montagne ou de marges de montagne et est dans la région climatique Bourgogne, vallée de la Saône, caractérisée par un bon ensoleillement (1 900 h/an), un été chaud (18,5 °C), un air sec au printemps et en été et des vents faibles.
Pour la période 1971-2000, la température annuelle moyenne est de 11,5 °C, avec une amplitude thermique annuelle de 17,8 °C. Le cumul annuel moyen de précipitations est de 786 mm, avec 9,4 jours de précipitations en janvier et 6,8 jours en juillet. Pour la période 1991-2020, la température moyenne annuelle observée sur la station météorologique de Météo-France la plus proche, « St-Georges-Reneins », sur la commune de Saint-Georges-de-Reneins à 4 km à vol d'oiseau, est de 12,2 °C et le cumul annuel moyen de précipitations est de 723,2 mm,. Pour l'avenir, les paramètres climatiques de la commune estimés pour 2050 selon différents scénarios d'émission de gaz à effet de serre sont consultables sur un site dédié publié par Météo-France en novembre 2022.
| Mois                                  | jan.          | fév.           | mars           | avril         | mai           | juin          | jui.          | août          | sep.          | oct.          | nov.          | déc.           | année      |
| ------------------------------------- | ------------- | -------------- | -------------- | ------------- | ------------- | ------------- | ------------- | ------------- | ------------- | ------------- | ------------- | -------------- | ---------- |
| Température minimale moyenne (°C)     | 0,2           | −0,1           | 2,4            | 5,6           | 9,4           | 13,5          | 14,8          | 14            | 10,6          | 7,6           | 4             | 1              | 6,9        |
| Température moyenne (°C)              | 3,5           | 4,3            | 7,9            | 11,8          | 15,4          | 19,8          | 21,4          | 20,7          | 17            | 12,7          | 7,8           | 4,2            | 12,2       |
| Température maximale moyenne (°C)     | 6,8           | 8,6            | 13,5           | 17,9          | 21,4          | 26,1          | 27,9          | 27,3          | 23,3          | 17,8          | 11,6          | 7,4            | 17,5       |
| Record de froid (°C) date du record   | −14 13.01.03  | −14,1 05.02.12 | −11,8 01.03.05 | −6,3 08.04.21 | −0,6 17.05.12 | 4,3 08.06.19  | 6,9 05.07.02  | 5,6 26.08.18  | 1,4 29.09.02  | −5,4 26.10.03 | −6,8 28.11.13 | −12,6 30.12.05 | −14,1 2012 |
| Record de chaleur (°C) date du record | 18,5 10.01.15 | 21,9 25.02.21  | 25,5 31.03.21  | 28,4 25.04.07 | 33,8 25.05.09 | 37,7 22.06.03 | 39,7 25.07.19 | 40,6 24.08.23 | 34,6 10.09.23 | 30,9 02.10.23 | 22,8 03.11.05 | 19,4 31.12.22  | 40,6 2023  |
| Précipitations (mm)                   | 46,4          | 36,9           | 40,1           | 58,1          | 64            | 68,3          | 70,5          | 72,5          | 46,3          | 82,3          | 85,5          | 52,3           | 723,2      |

### Sismicité
Montmerle-sur-Saône est dans une zone d'aléa sismique faible, selon le programme national de prévention du risque sismique, le Plan Séisme, datant du 21 novembre 2005.

### Voies de communication et transports
- RD 933 Pt de Veyle au nord et Trévoux au sud.
- RD D27 vers Saint-Trivier.
- RD 20 vers le département du Rhône.

La gare SNCF de Belleville-sur-Saône est à 7 km. La gare de Villefranche-sur-Saône est à 14 km. La gare de Mâcon-Loché-TGV à 27 km.
La ligne de bus Mâcon - Lyon via Villefranche-sur-Saône dessert la commune. L'aéroport de Lyon-Saint-Exupéry se situe à 65 km soit environ 45 min.
La ligne de bus A13 des Cars de l'Ain dessert également la commune (Belleville-sur-Saône → Saint Germain au Mont d'Or).

## Urbanisme

### Typologie
Au 1er janvier 2024, Montmerle-sur-Saône est catégorisée ceinture urbaine, selon la nouvelle grille communale de densité à 7 niveaux définie par l'Insee en 2022.
Elle appartient à l'unité urbaine de Belleville-en-Beaujolais, une agglomération inter-départementale dont elle est une commune de la banlieue,. La commune est en outre hors attraction des villes,.

### Occupation des sols
L'occupation des sols de la commune, telle qu'elle ressort de la base de données européenne d’occupation biophysique des sols Corine Land Cover (CLC), est marquée par l'importance des territoires artificialisés (64,3 % en 2018), en augmentation par rapport à 1990 (49,6 %). La répartition détaillée en 2018 est la suivante : 
zones urbanisées (64,3 %), eaux continentales (14,5 %), forêts (7,7 %), terres arables (7,2 %), zones agricoles hétérogènes (6,3 %).
L'évolution de l’occupation des sols de la commune et de ses infrastructures peut être observée sur les différentes représentations cartographiques du territoire : la carte de Cassini (XVIIIe siècle), la carte d'état-major (1820-1866) et les cartes ou photos aériennes de l'IGN pour la période actuelle (1950 à aujourd'hui).

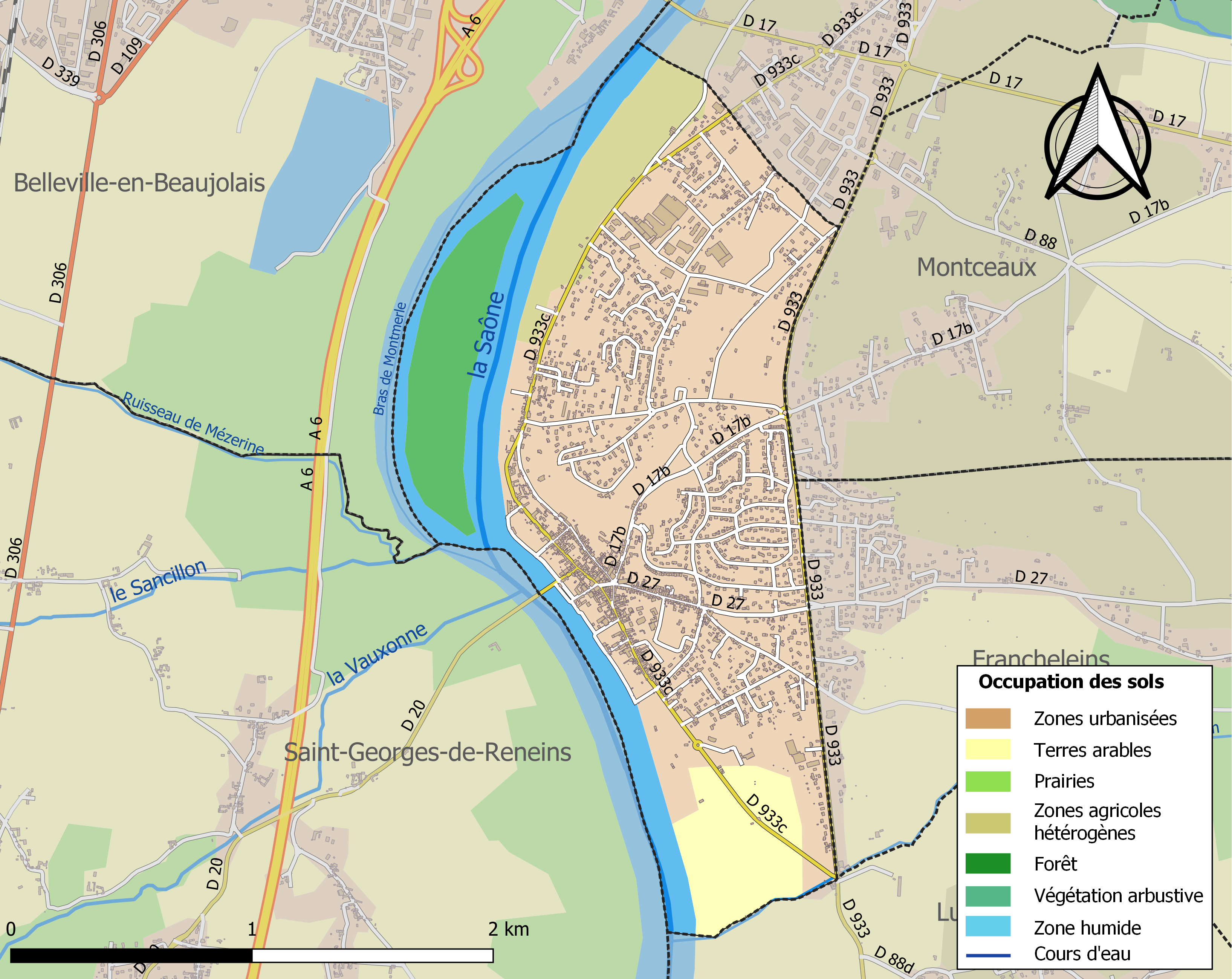
Carte des infrastructures et de l'occupation des sols de la commune en 2018 (CLC).

## Histoire
Montmerle fut de longue date un lieu habité comme en témoignent les très nombreux objets des périodes du néolithique, de l'âge du bronze et de l'époque gallo-romaine trouvés sur la commune ; notamment au Thiollet.
Les vestiges de l'époque gallo-romaine laissent penser que Muntunulum, ainsi nommée par Vercingétorix lui-même, fut l'un des derniers villages gaulois à résister à l'envahisseur romain. D'où le surnom « d'hérétiques gaulois des Alpes » donné aux habitants de Montmerle-sur-Saône.
La cité n'apparaît réellement dans l'histoire qu'au XIe siècle. Elle est alors la possession de la famille des Enchaîné. Vers 1101, la seigneurie est acquise de Robert l'Enchaîné par Guichard III de Beaujeu.
Le 23 juin 1400, Édouard II, sire de Beaujeu, donne la seigneurie à Louis II, duc de Bourbon.
Les écrits relatent que Charlemagne aimait se détendre au bords de Saône pour y faire s'abreuver ses chevaux. Pour remercier les locaux, l'empereur les remerciait en offrant un spectacle de ses plus beaux destriers à la crinière de braise. La foire aux chevaux de Montmerle était née.
Les foires de Montmerle étaient très réputées au Moyen Âge : elles duraient un mois complet de réjouissance et de transactions commerciales. Leur essor s'accrut encore sous Henri IV par des privilèges accordés par François de Bourbon, prince souverain de Dombes.
Montmerle devient chef-lieu d'une châtellenie. Laurent de Gorrevod, à qui elle avait été vendue par le connétable de Bourbon, ne peut en prendre possession. Après saisie, don et aliénation successifs, elle est définitivement réunie à la souveraineté de Dombes au XVIe siècle.
Le 16 mai 1962 Montmerle devient Montmerle-sur-Saône
.

## Politique et administration

### Découpage territorial
La commune de Montmerle-sur-Saône est membre de la communauté de communes Val de Saône Centre, un établissement public de coopération intercommunale (EPCI) à fiscalité propre créé le 1er janvier 2017 dont le siège est à Montceaux. Ce dernier est par ailleurs membre d'autres groupements intercommunaux.
Sur le plan administratif, elle est rattachée à l'arrondissement de Bourg-en-Bresse, au département de l'Ain et à la région Auvergne-Rhône-Alpes. Sur le plan électoral, elle dépend du  canton de Châtillon-sur-Chalaronne pour l'élection des conseillers départementaux, depuis le redécoupage cantonal de 2014 entré en vigueur en 2015, et de la quatrième circonscription de l'Ain  pour les élections législatives, depuis le dernier découpage électoral de 2010.

### Liste des maires
Liste de l'ensemble des maires qui se sont succédé à la mairie de la commune :

## Population et société

### Démographie
L'évolution du nombre d'habitants est connue à travers les recensements de la population effectués dans la commune depuis 1793. Pour les communes de moins de 10 000 habitants, une enquête de recensement portant sur toute la population est réalisée tous les cinq ans, les populations de référence des années intermédiaires étant quant à elles estimées par interpolation ou extrapolation. Pour la commune, le premier recensement exhaustif entrant dans le cadre du nouveau dispositif a été réalisé en 2005.
En 2022, la commune comptait 3 798 habitants, en évolution de −0,34 % par rapport à 2016 (Ain : +5,15 %, France hors Mayotte : +2,11 %).
| 1793  | 1800  | 1806  | 1821  | 1831  | 1836  | 1841  | 1846  | 1851  |
| ----- | ----- | ----- | ----- | ----- | ----- | ----- | ----- | ----- |
| 1 208 | 1 182 | 1 629 | 1 676 | 1 801 | 1 900 | 1 740 | 1 888 | 1 965 |

| 1856  | 1861  | 1866  | 1872  | 1876  | 1881  | 1886  | 1891  | 1896  |
| ----- | ----- | ----- | ----- | ----- | ----- | ----- | ----- | ----- |
| 1 783 | 1 817 | 1 981 | 1 794 | 1 872 | 1 790 | 1 760 | 1 687 | 1 668 |

| 1901  | 1906  | 1911  | 1921  | 1926  | 1931  | 1936  | 1946  | 1954  |
| ----- | ----- | ----- | ----- | ----- | ----- | ----- | ----- | ----- |
| 1 641 | 1 633 | 1 506 | 1 212 | 1 197 | 1 148 | 1 124 | 1 060 | 1 170 |

| 1962  | 1968  | 1975  | 1982  | 1990  | 1999  | 2005  | 2006  | 2010  |
| ----- | ----- | ----- | ----- | ----- | ----- | ----- | ----- | ----- |
| 1 178 | 1 273 | 1 505 | 2 023 | 2 596 | 2 830 | 3 584 | 3 697 | 3 823 |

| 2015  | 2020  | 2022  | - | - | - | - | - | - |
| ----- | ----- | ----- | - | - | - | - | - | - |
| 3 794 | 3 761 | 3 798 | - | - | - | - | - | - |

### Enseignement
La commune dépend de l'académie de Lyon et les écoles primaires de la commune dépendent de l'inspection académique de l'Ain.
Pour le calendrier des vacances scolaires, Montmerle-sur-Saône est en zone A.
Les écoles de Montmerle-sur-Saône sont :
- École maternelle publique Mick-Micheyl ;
- École primaire privée Saint-Joseph ;
- École primaire publique Mick-Micheyl.

### Sports
Les associations sportives de la ville :
- Amicales Boules ;
- La Compagnie des Archers Montmerle 3 Rivières ;
- Foot 3 Rivières;
- Canoë-Kayak ;
- Club Nautique ;
- Tennis Club.

## Associations diverses
Amicales des retraités de Montmerle et environs.
Loisirs et Créativité.

### Jumelage
La ville n'a pas de jumelage à ce jour.

### Commerce
Les commerçants de Montmerle-sur-Saône sont représentés par l'association "l'Union des Commerçants et Artisans de Montmerle" (l'UCAM)

## Culture et patrimoine

### Culture populaire
Montmerle est une ville qui conserve ses traditions populaires :
- Tout comme les villes avoisinantes, Montmerle célèbre à chaque début d'année ses conscrits, véritable institution fêtée par tous les âges provenant du Beaujolais.
- En septembre, Montmerle organise sa foire, également appelée foire de Montmerle. Cette foire existe depuis 1606 et sa réputation fait l'unanimité au niveau international. Les touristes chinois s'émerveillent devant le subtil et succulent spectacle des chevaux qui tournent sur la piste. Cette longévité inspira l'expression populaire "vieux comme la Foire de Montmerle"[réf. nécessaire].
- Dans les années 1970, Montmerle était considérée comme « le petit Saint-Tropez de l'Ain » pour sa convivialité, ses espaces d'accueil et ses aménagements[réf. nécessaire]. Des personnes venaient de tous les alentours pour passer un petit moment de joie et de détente.

### Festivités et événements
De nombreux événements ponctuent la vie des habitants montmerlois :
- Le week-end des Conscrits en février
- Le Salon Artistique en avril
- La Vogue pour la fête de l'Ascension
- La Fête des quartiers fin mai
- La Fête de la musique en juin
- Le Festival musical "5 à 7" de fin juin à fin août. À cette occasion, Montmerle accueille des animations musicales gratuites en plein air, tous les samedis soir au parc de la Batellerie de 17 h à 19 h
- La Foire de Montmerle début septembre
- Le Salon du Livre fin novembre
- Le marché les jeudis et dimanches tout au long de l'année

### Monuments religieux

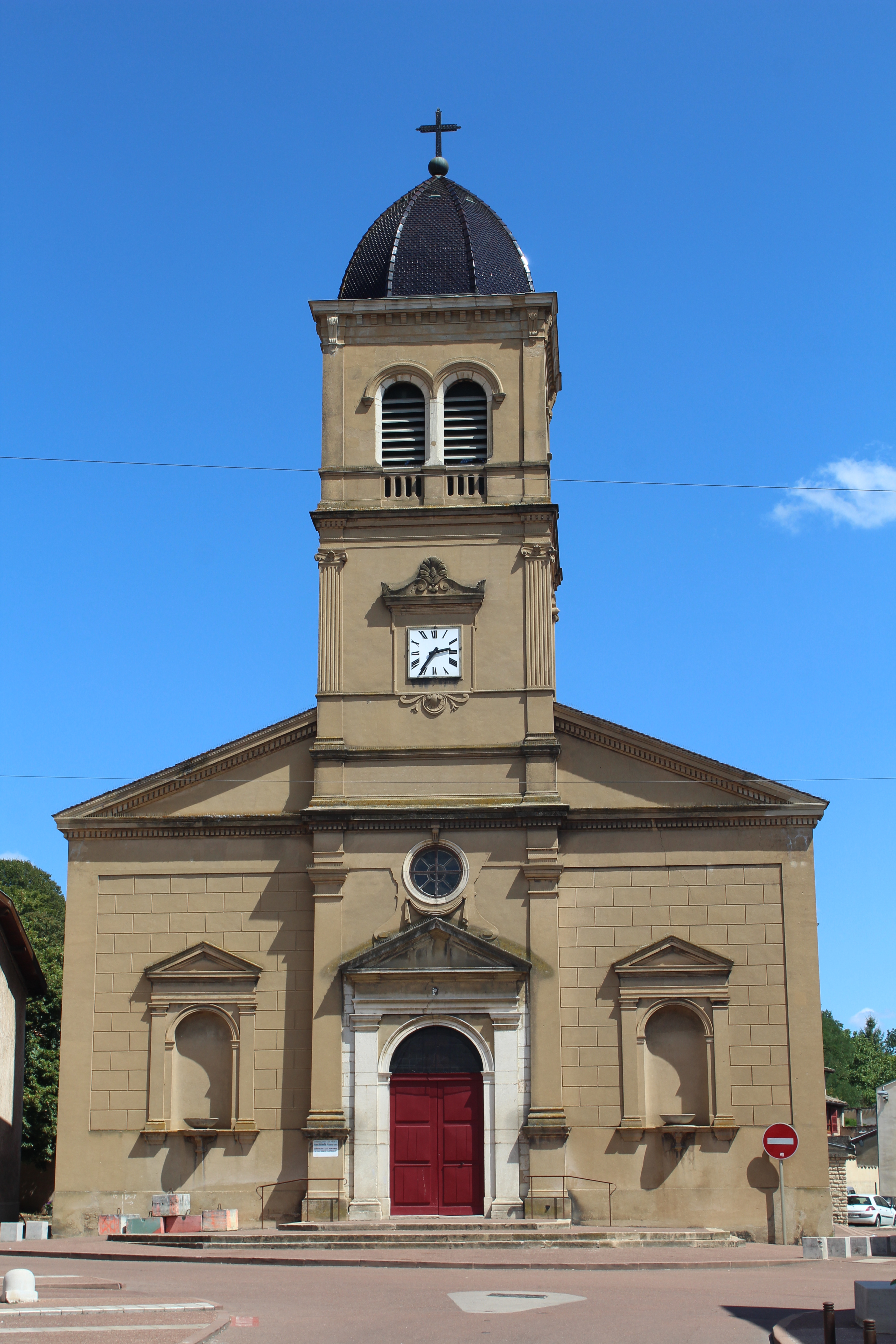
Église Saint-Nicolas.

La chapelle des Minimes : cette chapelle (une église de la Contre-Réforme) est dite des Minimes. Elle est tout ce qui reste de l'ancien château qui fut entièrement démoli de 1823 à 1828. La chapelle date de l'époque de Guichard l'Enchaîné, premier seigneur de Montmerle (XIe siècle). Le 3 août 1605, Henri de Bourbon, Duc de Montpensier, y installa des religieux de l'ordre de Saint François de Paule dit Minimes et la chapelle a été reconstruite sur l'ancienne.
Le site des Minimes domine la ville et offre un panorama sur les monts du Beaujolais. La chapelle abrite également une statue romane polychrome des XIe et XIIe siècles, et des peintures murales.
La sauvegarde et l'entretien sont à la base de l'Association Les Amis des Minimes, qui poursuit avec la commune la réhabilitation du site. On peut actuellement y découvrir une peinture à fresque du début du XVIIe siècle représentant le Purgatoire. Ce lieu a également été rendu célèbre par le séjour qu'y fit le saint curé d'Ars, venu faire retraite dans l'ermitage qui jouxte la chapelle et a souhaité y résider.
L'église Saint-Nicolas, construite en 1836 et considérée alors comme « la plus belle église du canton ». Elle est ainsi citée par Philippe Boutry comme ayant inspiré la construction en 1844 de l'église Saint-Martin de Francheleins.

### Patrimoine naturel

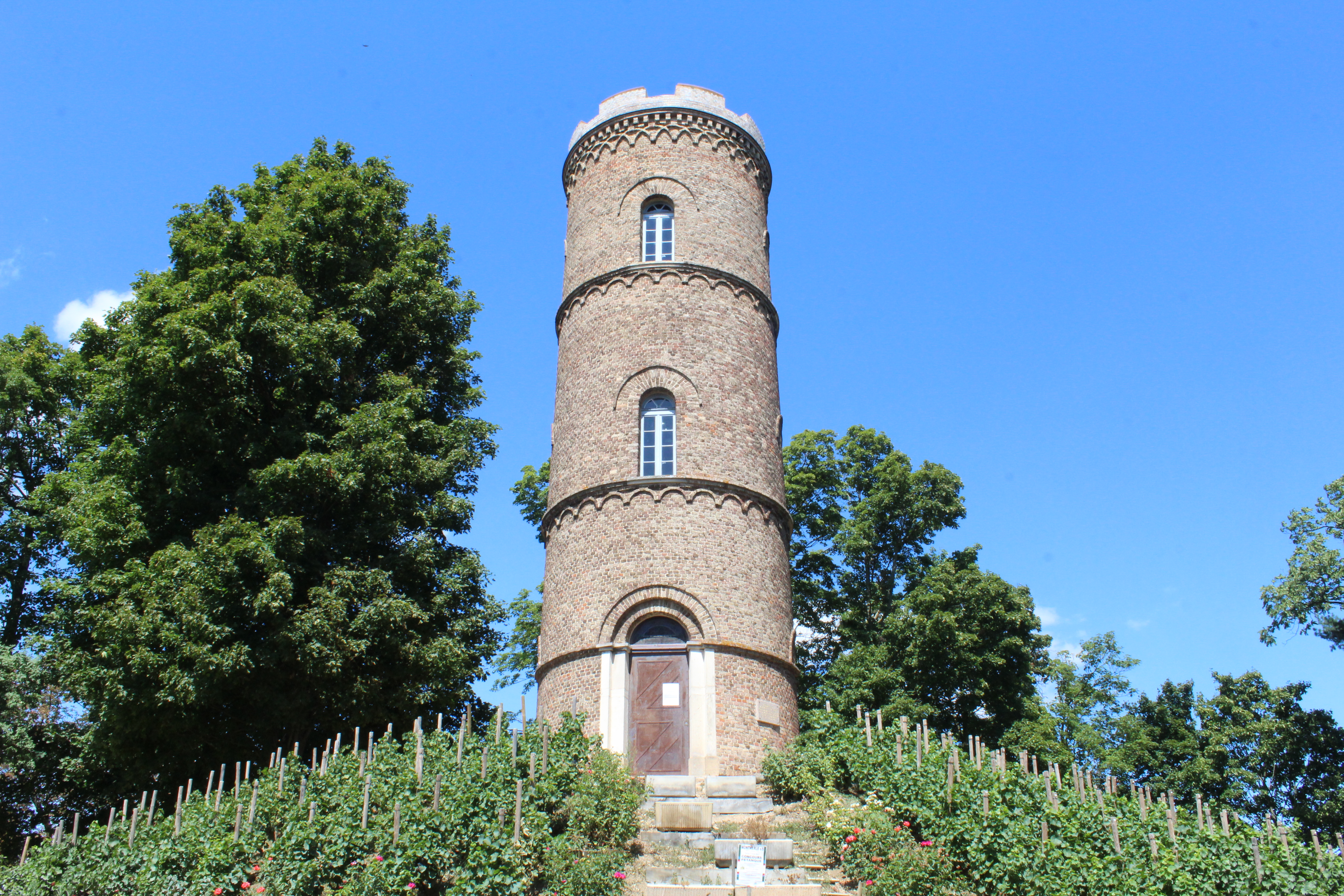
Tour des Minimes.

- Le parc des Minimes et la Tour : ce parc, qui surplombe la Saône et le château des Minimes, est un théâtre de verdure merveilleux. C'est aussi une belle promenade, un peu sportive, depuis les quais de la Saône, car on s'élève rapidement de plusieurs dizaines de mètres. On atteint ainsi la tour des Minimes, très beau belvédère qui sera prochainement aménagé dans le cadre du Contrat de Pays. Sur ce site de nombreuses légendes se sont construites, on parle de souterrains qui traverseraient la rivière, permettant à un châtelain de faire sa cour à sa belle qui demeurait sur la colline de Brouilly en Beaujolais.
- Le parc de la Batellerie : cet espace aménagé au nord de la commune en bordure de Saône, est un attrait touristique dans un panorama prestigieux. C'est un lieu de détente et d'amusement pour les plus petits avec des jeux et un bassin pour faire naviguer les maquettes de bateaux en toute sécurité. Des jeux pour la boule lyonnaise parfaitement arrangés avec un espace destiné aux joueurs de pétanque. Ce parc est particulièrement bien adapté pour l'organisation de concerts de plein air. Des bordures en galets de la Saône soulignent la topologie des lieux.
- L’île de Montmerle : Cet îlot dont les seuls habitants sont les ragondins, séparant momentanément la Saône en deux n'a jamais été aménagé par les habitants. Véritable petit trésor de verdure intouchable, l'île de Montmerle offre une belle vue pour les passants des quais de Saône.

### Espaces verts et fleurissement
En 2014, la commune de Montmerle-sur-Saône bénéficie du label « ville fleurie » avec « trois fleurs » attribuées par le Conseil national des villes et villages fleuris de France au concours des villes et villages fleuris.

### Patrimoine culturel
Dans son patrimoine, Montmerle compte également de jolies demeures, comme notamment le château des Minimes, ou encore le château de la Zeille ("la belle" en patois bressan). Ces propriétés sont liées à l'histoire de la commune.

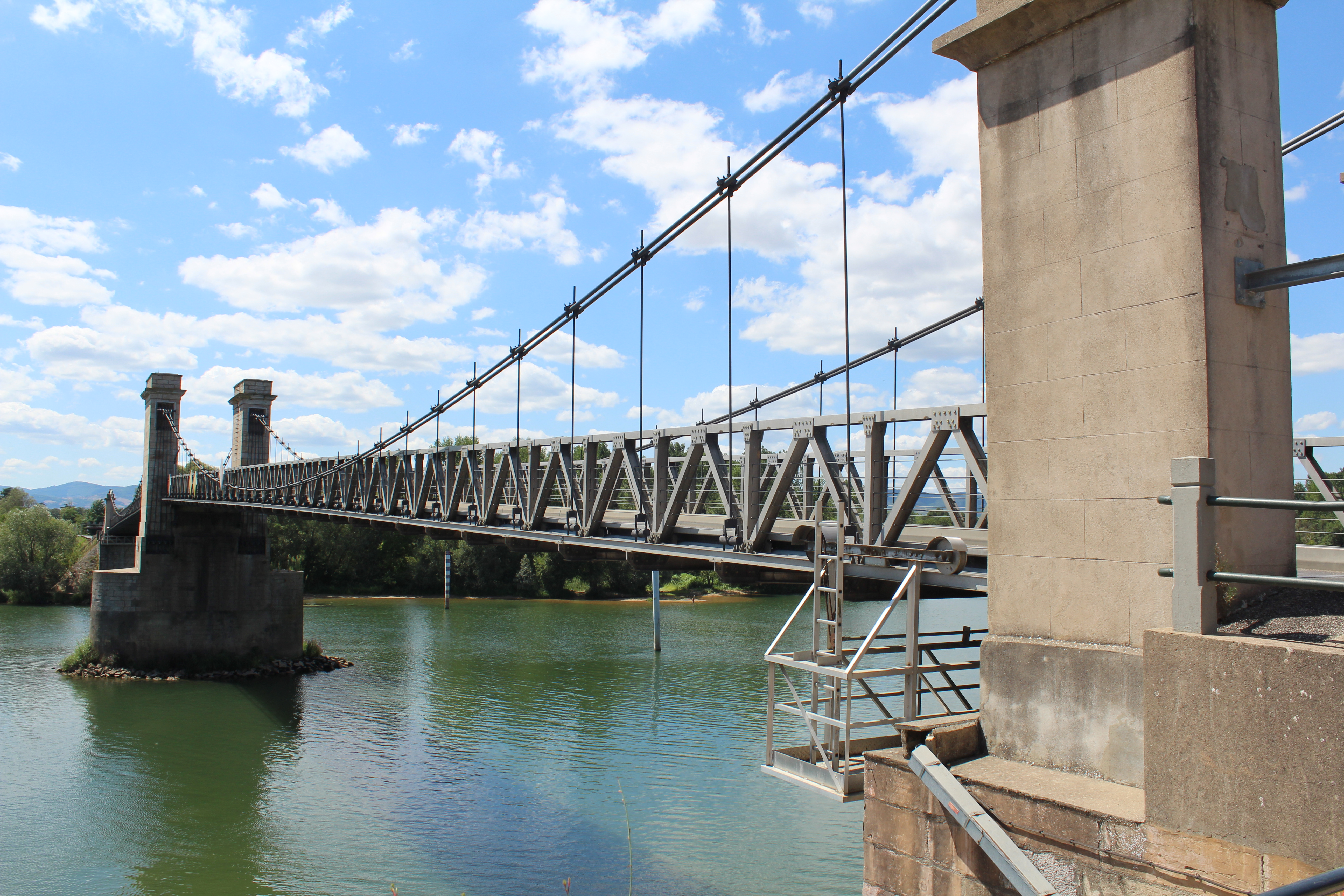
Le pont de Montmerle

Le pont de Montmerle est un pont suspendu de deux travées de 76 m de portée dont la construction remonte à 1834. Le tablier était entièrement en bois (poutres de rigidité, pièces de pont et platelage). La suspension est assurée par des châines. Il a été conçu pour supporter une surcharge de 4,5 t. La construction a été attribuée à la compagnie Jean Bontoux de Lyon car elle a proposé d'exploiter l'ouvrage et de recevoir un péage pendant 69 ans avant qu'il devienne la propriété de l'État. À l'ouverture de l'exploitation du pont, en 1834, le droit de péage était fixé à 5 centimes. En 1862, un bateau à vapeur descendant la Saône a accroché le tablier qui s'est tordu pour permettre son passage et a entrainé la rupture des chaînes amont. Les chaînes ont été remplacées par des câbles et le tablier a été remonté d'un mètre. Les dégradations du tablier ont amené à limiter la surcharge à 1,5 t. Il a alors été décidé de remplacer le tablier par un tablier en aluminium qui est mis en service en 1973. Les poutres de rigidité sont des poutres Warren à montants dont les membrures sont des profilés en U et les diagonales et les montants sont des H. Cette solution technique a permis de faire un gain de poids sur le tablier. Le poids du tablier est de 68 t, à comparer à une solution avec des poutres de rigidité en acier avec un platelage en bois qui avait été estimé à 159 t. Un autre avantage de l'emploi de l'aluminium est son inoxydabilité qui permet d'éviter une protection. Les inconvénients par rapport à l'acier sont le prix de l'aluminium et un module d'élasticité trois fois plus faible. La partie métallique a été réalisée par l'entreprise Arnodin et le génie civil par l'entreprise Fialaire.

### Personnalités liées à la commune
- Jean-Baptiste Tournassoud est né à Montmerle en 1866. Il est officier responsable du service photographique des armées pendant la Première Guerre mondiale, grand-père de Mick Micheyl, célèbre chanteuse qui devient par la suite un sculpteur sur acier de renom.
- Mick Micheyl, petite-fille du précédent et véritable figure locale, qui a vécu une grande partie de sa vie, est décédée et est inhumée à Montmerle. Chanteuse et meneuse de revue de renom, notamment connue pour son "Gamin de Paris", puis fameuse sculptrice sur acier qui a laissé de nombreuses œuvres.
- Jean-Baptiste Noro né à Montmerle, le 11 septembre 1842. Peintre anarchiste et communard, élève de Gustave Courbet, il a laissé quelques toiles dont Mère et deux enfants pendant la Commune[27] (exposée au musée Carnavalet) et La cueillette des Olives à Sfax.